# مزرعة قدرتي (بشاريات الشرقي)
مزرعة قدرتي (بالفارسية: مزرعه قدرتی) هي قرية تقع في إيران في قسم بشاریات الشرقي الریفي. يقدر عدد سكانها بـ 150 نسمة .